# Famille Lanjuinais
La famille Lanjuinais est une famille d'origine bretonne, titrée sous l'Empire, qui s'est notamment illustrée, depuis la Révolution française et tout au long du XIXe siècle, dans la vie politique bretonne et française.

## Généralités
D'après M. Bacon-Tacon et quelques étymologistes, ce nom, évidemment celtique, serait formé des trois mois : « tan » ou « land », terre, pays ; « juin », jeune, et « ait, aide », appui. Il signifierait donc : « jeune appui du pays ».
Originaire de la paroisse de Pleumeleuc (province de Bretagne), la famille Lanjuinais appartenait à la petite bourgeoisie.

« Le nom de Lanjuinais, très anciennement connu en Bretagne, a été illustré de nos jours par un des hommes les plus éminents de la Révolution et de l'Empire, M. le comte Jean Denis de Lanjuinais, et n'est pas moins dignement porté aujourd'hui par ses deux fils, M. le comte Paul-Eugène de Lanjuinais, pair de France, et M. le vicomte Victor de Lanjuinais. membre de la Chambre des députés. L'Empereur Napoléon, en conférant à M. Lanjuinais père le titre héréditaire de comte, au mois de mai 1808, voulut honorer en sa personne un des plus grands caractères, une des plus hautes intelligences contemporaines. »

— Ludovic de Magny, Livre d'or de la noblesse, 1846, Lanjuinais
Les Lanjuinais sont inhumés au cimetière du Père-Lachaise, division 30 (« avenue des Peupliers »).

## Généalogie
La famille Lanjuinais est issue de Michel Lanjuinais « des Planches », sénéchal du prieuré de Saint-Pierre-de-Bédée, procureur  de Pleumeleuc.
- Le magistrat avait épousé Fiacrine Oresve. Ensemble, ils eurent:
  - « Noble maître[3] » Joseph Anne Michel (1720-1785), sieur des Planches, avocat au parlement de Bretagne,
∞ en 1750 avec Hélène-Marguerite (1729-1800), fille de Pierre-Denys de Capdeville, écuyer, écrivain principal des vaisseaux du roi à Port-Louis. Ensemble, ils eurent quatorze enfants[3], dont :
    - Jean-Denis, 1er comte Lanjuinais (1753-1827), deuxième enfant, avocat, député aux États généraux de 1789 et à la Convention nationale, sénateur du Premier Empire et membre de la Chambre des pairs,
∞  le 12 juin 1787 à Rennes, avec Julie Pauline Sainte (1769-1841), fille de Jean François Yves Deschamps de La Porte, maître particulier des eaux et forêts de Fougères, lieutenant au siège royal et maître des Eaux et forêts de Rennes et conseiller du roi, dont :
      - Paul Eugène, 2e comte Lanjuinais (1799-1872), homme politique français, membre de la Chambre des pairs à titre héréditaire
∞ (1°) le 26 février 1828 avec Hilaire Dorneau († 1829) ;
∞ (2°) 16 avril 1831 avec Marie Louise Eugénie (1810-1861), fille d'Henri, comte de Janzé. De ses deux unions, il eut :
        - (1°) Marie Pauline Hilarine (1829-1887), mariée, le 8 août 1849 avec Alexandre Louis Joseph Law, 3e marquis de Lauriston (1821-1905), capitaine d'artillerie, dont postérité ;
        - (2°) Jenny-Hermine (1832 † 1883), mariée avec Pierre Lefebvre de Vatimesnil (1827-1887), dont postérité ;
        - (2°) Paul-Henri, 3e comte Lanjuinais (1834-1916), député du Morbihan (1881-1914) ;
∞ (1°) en 1864, Louise Pillet-Will (vers 1840-1870), fille du comte Michel Frédéric Pillet-Will (1781-1860) ;
∞ (2°) le 12 février 1873 avec Marie-Alexandrine (1849-1906), fille de Bruno (1828-1895), 4e marquis de Boisgelin (1866). De ses deux unions, il eut :
          - (1°) un fils,
          - (1°) Marie Julie Louise (1865-1948), mariée, le 9 janvier 1886 à Paris Ier, avec Louis d'Harcourt-Olonde (1856-1946), chef d'escadron, dont postérité ;
          - (2°) Marie Louise Isabelle Marguerite (1875-1918), mariée avec Arthur Emmanuel Espivent de La Villesboisnet (1872-1939), député du Morbihan, dont :
            - Postérité ;

          - (2°) Aimée Anne Marie Louise (1877-1963), mariée, vers 1900, avec Edouard M Charles Patrice Robert de Goulaine (né en 1873), dont postérité ;
          - (2°) Marie Marguerite Elisabeth Alexandrine (1879-1971), mariée, le 19 février 1901, avec Marc-Pierre de Voyer de Paulmy, comte d'Argenson (1877-1915), député de la Vienne, dont :
            - Postérité ;

      - Victor, dit le « vicomte » Lanjuinais (1802-1869), avocat, député de la Loire-Inférieure (1848), ministre de la IIe République ;
      - Julie Pauline (1805-1884),
∞  le 20 août 1822 avec le général Auguste-Marie, 1er baron de Berthois (1787-1870), dont :
        - Postérité ;

    - Joseph-Elisabeth (1755-1835), vicaire constitutionnel ;

  - Joseph (1730-1808), bénédictin qui se retire en Suisse et adopte la religion réformée.

### Familles alliées
Les Lanjuinais se sont unies à d'illustres familles de la province de Bretagne et du royaume de France : les familles de Janzé, de Goulaine (1900), Espivent de la Villesboisnet, de Boisgelin, Berthois de La Rousselière, Pillet-Will , Voyer de Paulmy d'Argenson, Law de Lauriston, d'Harcourt-Olonde, etc.

## Titres
- Comte Lanjuinais et de l'Empire ;

- Pair de France[4] :
  - Pair « à vie » (4 juin 1814) ;
  - Comte-pair héréditaire (31 août 1817, lettres patentes du 13 mars 1819, sans majorat).

## Armoiries
| Figure | Blasonnement |
| ------ | --- |
|        | Armes du comte Lanjuinais et de l'Empire Écartelé ; au premier de comte-sénateur ; au deuxième d'argent à la croix de sinople potencée ; au troisième d'argent aux trois mains dextres appaumées de carnation ; au quatrième d'azur au lion d'or rampant tenant par la griffe sénestre une balance d'argent et dans la dextre un frein d'argent bordure de sable. - Livrées : jaune, blanc, bleu, noir et verd dans le galon seulement.                                                                                       |
|        | Armes de Jean-Denis, comte Lanjuinais, pair de France Écartelé : au 1er d'azur plein, au 2e d'argent à la croix alaisée de sinople; au 3e d'argent à trois mains dextres de carnation, 2, 1, les doigts à dextre; au 4e d'azur au lion d'or tenant de la patte senestre une balance d'argent, et de la dextre un frein du même. |
|        | Armes de la famille Lanjuinais Écartelé : au 1, du quartier des Comtes Sénateurs de l'Empire ; au 2, d'argent à la croix potencée de sinople ; au 3, d'argent à trois mains dextres appaumées de carnation 2, 1, les doigts tournés à dextre; au 4, d'azur au lion d'or tenant de la patte sénestre une balance d'argent et de la dextre un frein du même. L'écu environné d'une bordure de sable. Couronne de comte. SupportsDeux lions. ManteauLe tout posé sur un manteau de pair de France, sommé du béret de comte-pair. |

## Devise
« Dieu et les lois ».

## Personnalités

### Les ecclésiastiques
- Joseph Lanjuinais (1730-1808), bénédictin qui se retire en Suisse et adopte la religion réformée ; principal du collège de Moudon (1765) ; auteur de : Le Monarque accompli, un éloge de Joseph II (Lausanne, 1774, 3 vols).
- Joseph-Elisabeth Lanjuinais (1755-1835), vicaire constitutionnel

### Les politiques
- Jean-Denis Lanjuinais (1753-1827), juriste et homme politique français, qui fut successivement député aux États généraux de 1789 et à la Convention nationale, sénateur du Premier Empire et membre de la Chambre des pairs . Une rue porte son nom à Rennes (http://www.wiki-rennes.fr/Rue_Jean-Denis_Lanjuinais) ;
- Victor Lanjuinais (1802-1869), fils cadet du précédent, avocat, député de la Loire-Inférieure (1848), ministre de la IIe République ;
- Paul Eugène Lanjuinais (1799-1872), frère aîné du précédent, homme politique français, membre de la Chambre des pairs à titre héréditaire ;
- Paul-Henri de Lanjuinais (1834-1916), fils du précédent, homme politique français, député de la 1re circonscription du Morbihan (Pontivy) à la Chambre des députés (Troisième République).

### Galerie de portraits

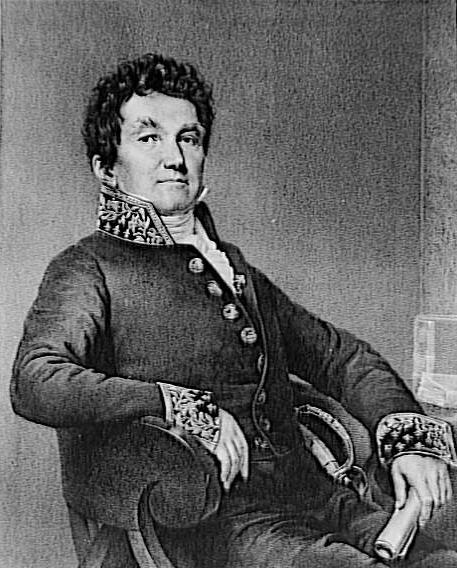
Jean-Denis, 1er comte Lanjuinais (1753-1827)
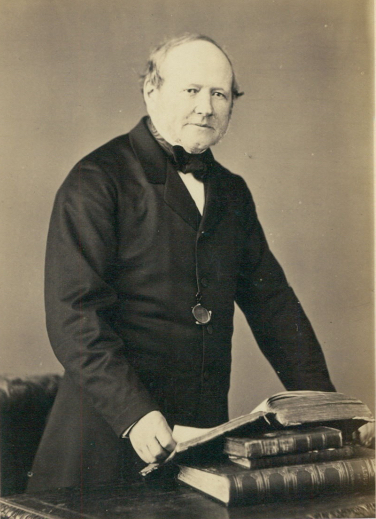
Victor-Ambroise, « vicomte » Lanjuinais (1802-1869)
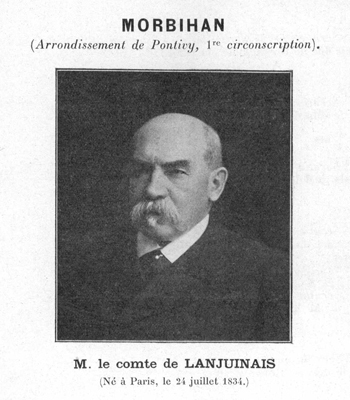
Paul-Henri, 3e comte Lanjuinais (1834-1916)

## Châteaux, seigneuries, terres
- Château de Kerguéhennec